# توماس رونسيرو
توماس غوميز دياز رونسيرو المعروف بـ توماس رونسيرو (بالإسبانية: Tomás Roncero)‏ (9 مايو 1965)، إذاعي وصحفي إسباني بارز ومُحرر في صحيفة الأس وأحد الضيوف في برنامج إل تشيرينغيوتو الرياضي.
حاصل على بكالوريوس في الصحافة من جامعة كمبلوتنسي بمدريد، بدأ العمل كمحرر في مدريد لصحيفتين من مجموعة غودو: موندو ديبورتيفو (1985-1989) ولا فانغوارديا (1989-1992).
لاحقاً، التحق بوكالة الأنباء "كولبيسا"، وفي عام 1992 تم تعيينه من قبل صحيفة "الموندو"، حيث بقي لمدة تسع سنوات. في مرحلة تخصصه، تخصص في معلومات حول ريال مدريد، وهو فريق أعلن بكونه مُشجعاً
بالإضافة إلى عمله في الأس، تعاون رونسيرو كمعلق في عدة محطات للراديو.